# István Bárány
István Bárány, född 20 december 1907 i Eger, död 21 februari 1995 i Budapest, var en ungersk simmare.
Bárány blev olympisk silvermedaljör på 100 meter frisim vid sommarspelen 1928 i Amsterdam.